# Co se vlastně stalo
Co se vlastně stalo (v anglickém originále What Just Happened) je americká filmová komedie z roku 2008. Režisérem filmu je Barry Levinson. Hlavní role ve filmu ztvárnili Robert De Niro, Sean Penn, Catherine Keener, Bruce Willis a John Turturro.

## Obsazení
| Robert De Niro    | Ben            |
| Sean Penn         | sebe           |
| Catherine Keener  | Lou Tarnow     |
| Bruce Willis      | sebe           |
| John Turturro     | Dick Bell      |
| Michael Wincott   | Jeremy Brunell |
| Robin Wright Penn | Kelly          |
| Stanley Tucci     | Scott Solomon  |
| Kristen Stewart   | Zoe            |